# 1644
1644 (MDCXLIV) fue un año bisiesto comenzado en viernes, según el calendario gregoriano. Es uno de los ocho años de la era común y del anno Domini que usa todas las letras del  sistema de numeración romano una vez cada una.

## Acontecimientos

### América
- 16 de enero: en Colombia, un terremoto devasta la aldea de Pamplona.
- 6 de junio:[1] Juan Mauricio de Nassau renuncia a su cargo como Gobernador del Brasil holandés.

### China
- 8 de febrero (año nuevo lunar): el rebelde Li Zicheng proclama la efímera Dinastía Shun.
- 10 de abril:[2] el emperador Chongzhen manda una carta de auxilio al general manchú Dorgon para detener el avance Shun.
- 27 de mayo:[3] Batalla del paso Shanhai. Los Qing obtienen una decisiva victoria sobre Shun.
- 25 de abril:[2] fin de la Dinastía Ming. Chongzhen, último emperador, se ahorca en el Palacio Imperial mientras que las fuerzas de Li Zicheng invaden Pekín.
- 5 de junio:[4] las fuerzas Qing entran en Pekín. La toma de la capital marca el inicio del gobierno de la Dinastía Qing en China (aunque existirá un remanente Ming —conocido como Ming Sur— hasta 1662). Será la última dinastía de la China Imperial, la cual desaparecerá tras la Revolución de Xinhai de 1911.
- 8 de noviembre:[5] ritual de iniciación de Shunzhi, de 6 años, como Emperador de China. Gobernará bajo la tutela de Dorgon hasta su muerte en 1650.

### Europa
- 29 de febrero:[6] Abel Tasman, de la Compañía Neerlandesa de las Indias Occidentales, inicia su exploración de las costas de Australia.
- 26 de mayo: en la Batalla de Montijo —en el contexto de la Guerra de Restauración portuguesa—, los portugueses toman Montijo, pero más tarde son obligados a retirarse.
- 2 de julio: en la Batalla de Marston Moor (Inglaterra), el ejército leal a Carlos I de Inglaterra es derrotado gracias a la intervención decisiva de Oliver Cromwell y su cuerpo de caballería, los "Ironsides".
- 9 de agosto-15 de septiembre: en Roma, tiene lugar el cónclave para elegir un nuevo pontífice tras la muerte del papa Urbano VIII.
- 15 de septiembre: en Roma, el cardenal Pamphili (descendiente de la familia Borgia) es elegido papa con el nombre de Inocencio X.
- 23 de noviembre: en Inglaterra, John Milton publica su Areopagítica.

## Nacimientos
- 25 de septiembre: Ole Rømer, astrónomo danés (f. 1710).
- Matsuo Bashō, poeta japonés.
- Tomás de Torrejón y Velasco Sánchez, compositor barroco.
- Antonio Stradivari, lutier italiano.

## Fallecimientos
- 25 de abril: Chongzhen, emperador chino.
- 28 de julio: Pedro de las Cuevas, pintor español.
- 29 de julio: Urbano VIII, papa italiano.
- 6 de octubre: Isabel de Borbón, reina consorte de Felipe IV de España.
- 30 de diciembre: Jean Baptiste van Helmont, físico y químico belga (1554-1576) (n. 1577)
- Luis Vélez de Guevara, dramaturgo y novelista español.
- Theodore Rodenburg, diplomático, hispanista y escritor holandés.